# Lukas Wilaschek
Lukas Wilaschek (* 30. April 1981 in Kattowitz, Polen) ist ein deutscher Boxtrainer und ehemaliger Boxer polnischer Herkunft. 

## Amateurkarriere
Wilaschek boxte für den Verein TSV Bayer 04 Leverkusen. Sein größter Erfolg im Nachwuchs war der Gewinn der Silbermedaille im Weltergewicht bei der Kadetten-Europameisterschaft 1997 in Bitola, wobei er unter anderem Clemente Russo besiegte.
Im Jahr 2000 wurde er mit einem Finalsieg gegen Dimitri Sartison Deutscher Meister im Halbmittelgewicht, gewann mit einem Finalsieg gegen Sullivan Barrera den Chemiepokal und startete bei der Weltmeisterschaft 2001 in Belfast, wo er im Achtelfinale gegen Sechew Powell ausschied. Bei der Europameisterschaft 2002 in Perm unterlag er erst im Finale gegen Andrei Mischin und wurde dadurch Vize-Europameister im Halbmittelgewicht. Diesen Erfolg wiederholte er im Mittelgewicht bei der EM 2004 in Pula mit Siegen gegen Michael Henrotin, Sedat Üstüner, Tomáš Adamek und Andy Lee, sowie einer Finalniederlage gegen Gaidarbek Gaidarbekow. Im gleichen Jahr gewann er zudem mit einem Finalsieg gegen Yordanis Despaigne erneut den Chemiepokal.
Der Höhepunkt seiner Amateurkarriere war die Teilnahme an den Olympischen Spielen 2004 in Athen, wo er mit einem Sieg gegen Jamie Pittman und einer Niederlage im Achtelfinale gegen Oleh Maschkin einen 9. Platz im Mittelgewicht erreichte.

## Profikarriere
Wilaschek boxte ab 2004 beim Hamburger Boxstall Spotlight Boxing als Profi und wurde von Michael Timm trainiert. Er gewann 22 Kämpfe in Folge und war dabei am 19. Mai 2007 Internationaler Deutscher Meister (BDB) im Supermittelgewicht geworden. Am 9. Dezember 2008 verlor er beim Kampf um den Titel WBC-International im Supermittelgewicht knapp durch Mehrheitsentscheidung nach Punkten gegen Robert Stieglitz.
Im April 2009 musste er seine Boxkarriere beenden, nachdem er aufgrund anhaltender Schmerzen eine Magnetresonanztomographie durchführen ließ und diese eine Hirnblutung ergeben hatte.

## Nach dem Boxen
Wilaschek wurde nach seiner Karriere Trainer am Bundesstützpunkt des Deutschen Boxsport-Verbandes in Köln.